# Schirmeck
Schirmeck é uma comuna francesa na região administrativa de Grande Leste, no departamento Baixo Reno. Estende-se por uma área de 11,41 km². Em 2010 a comuna tinha 2 216 habitantes (densidade: 194,2 hab./km²).